# Biserica de lemn Cuvioasa Paraschiva din Cărpiniș, Gorj

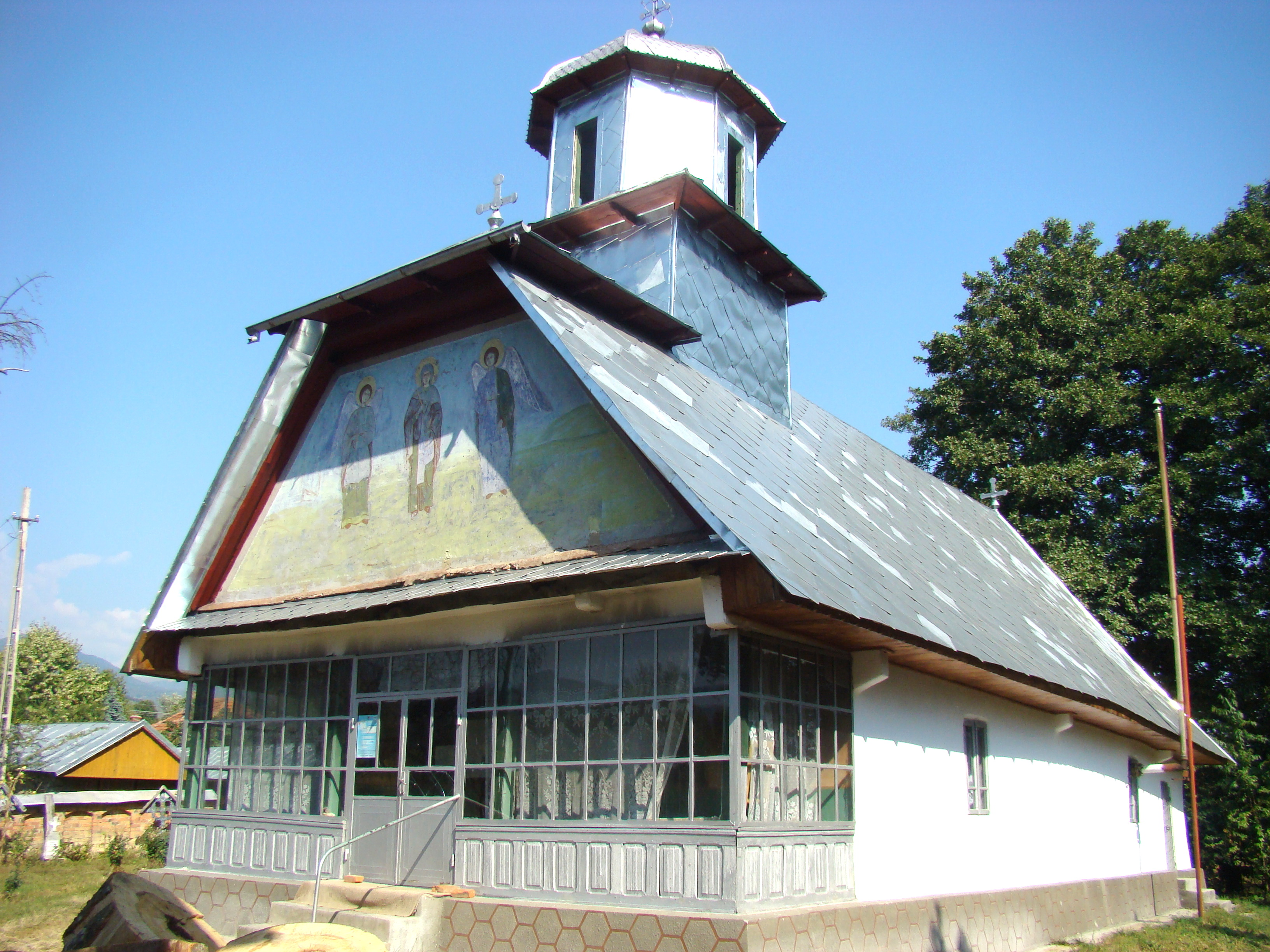
Biserica de lemn „Cuvioasa Paraschiva” din Cărpiniș, comuna Crasna, județul Gorj, foto. septembrie 2011.

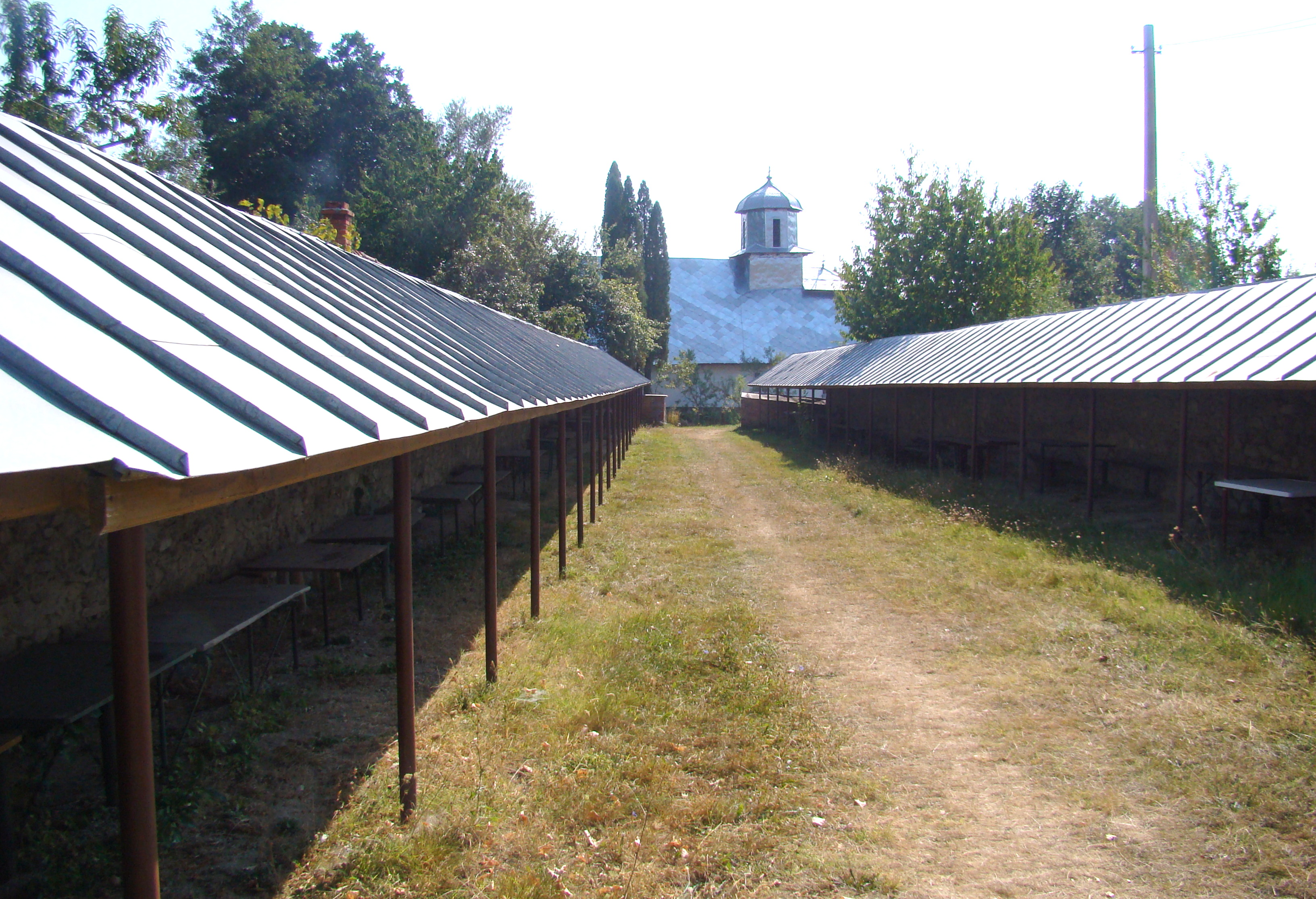
Biserica de lemn „Cuvioasa Paraschiva” din Cărpiniș, comuna Crasna, județul Gorj, foto. septembrie 2011.

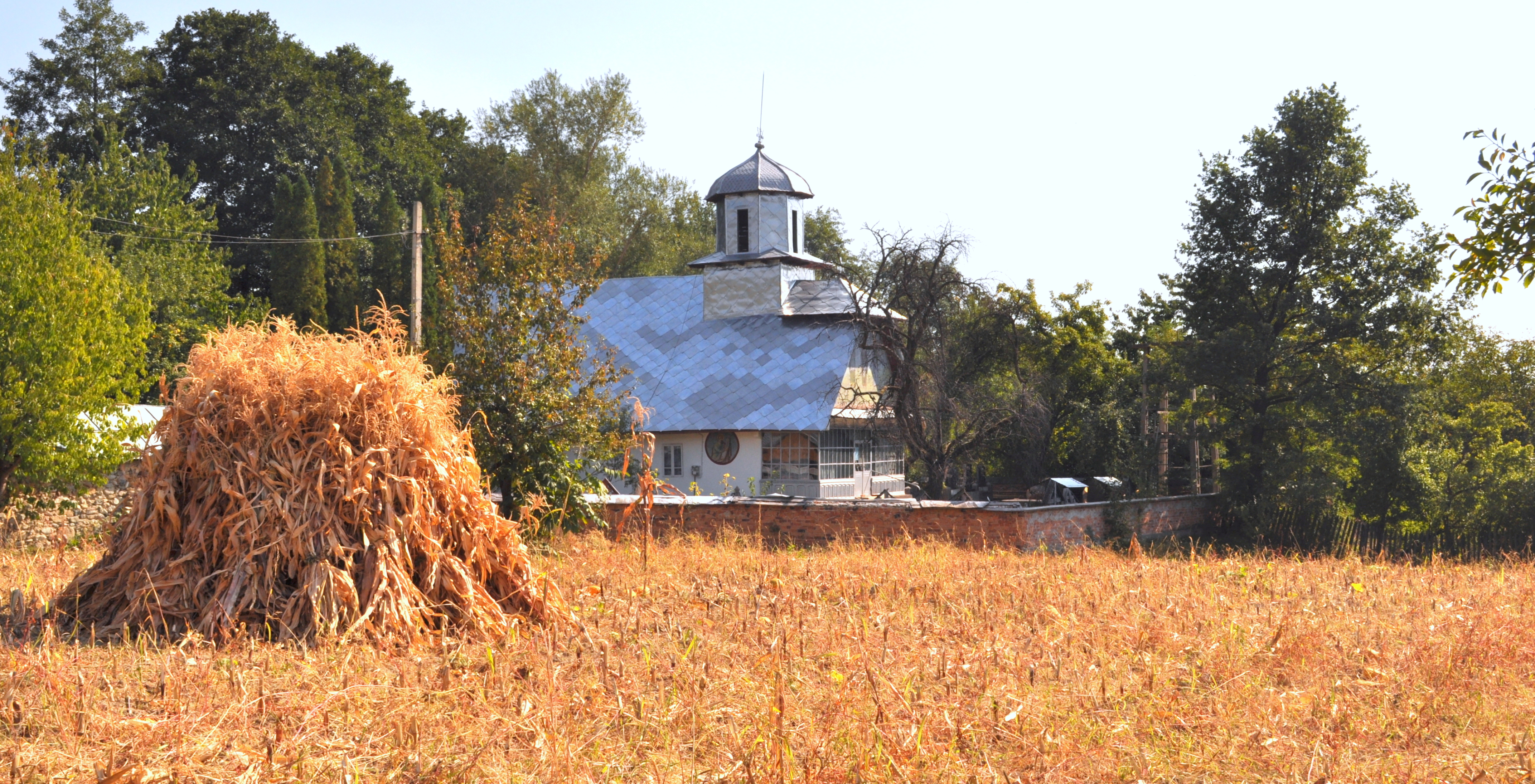
Biserica văzută din drumul spre Mănăstirea Icoana

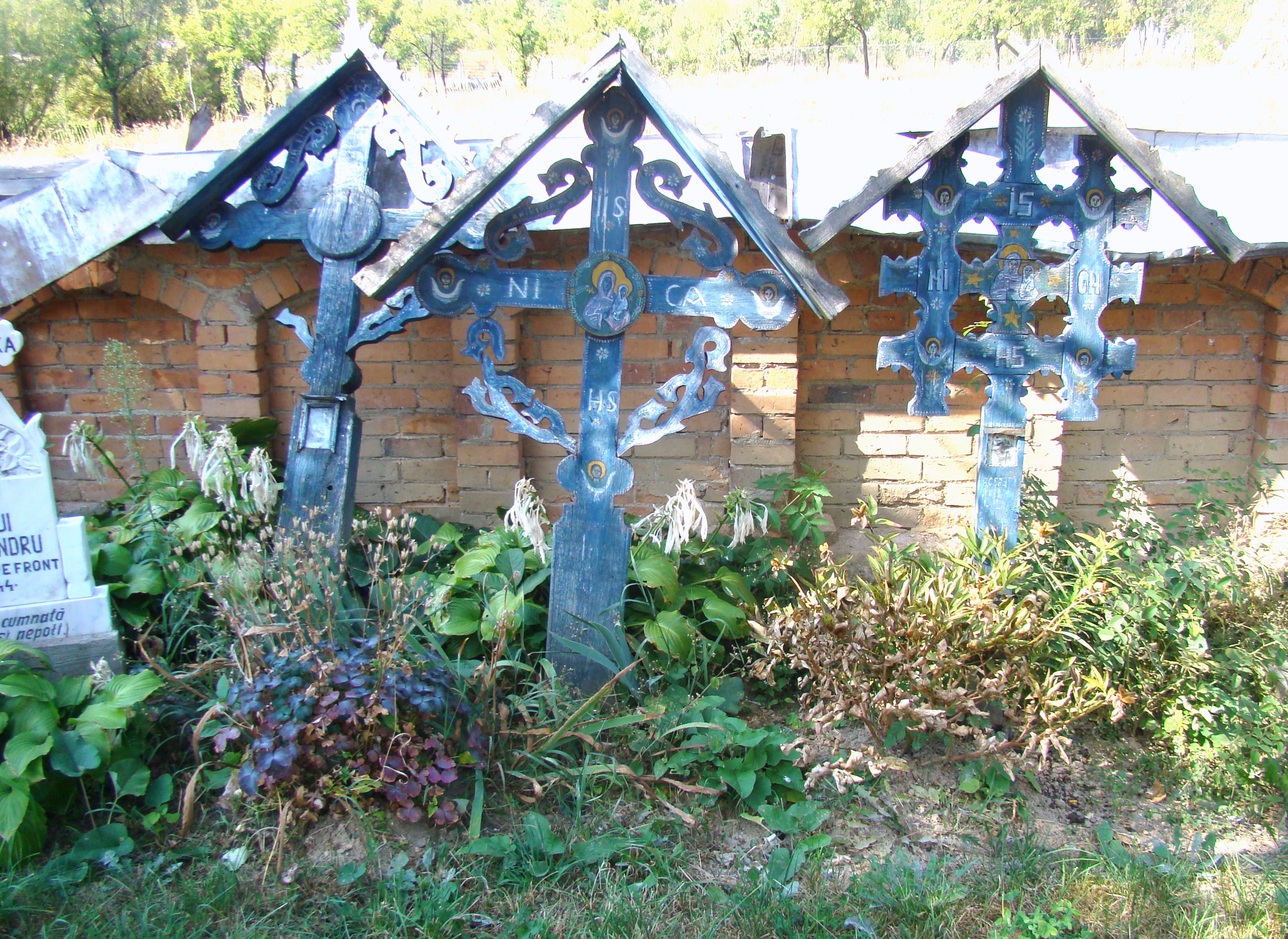
Cruci de lemn pictate

Biserica de lemn cu hramul „Cuvioasa Paraschiva” din Cărpiniș, comuna Crasna, județul Gorj, a fost construită între 1883-1895. A fost renovată în exterior în 1978. Biserica nu se află pe noua listă a monumentelor istorice.

## Imagini din exterior

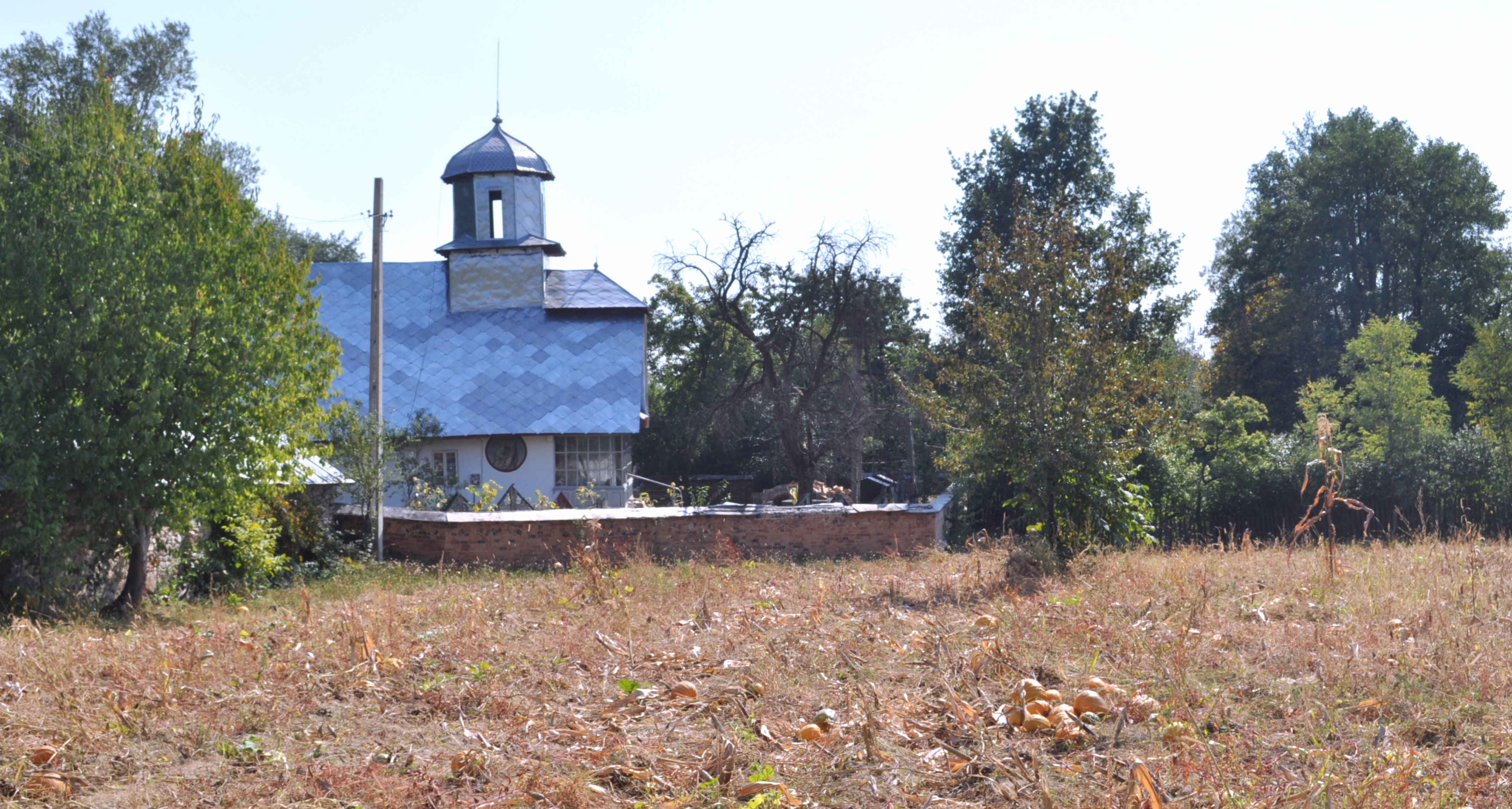
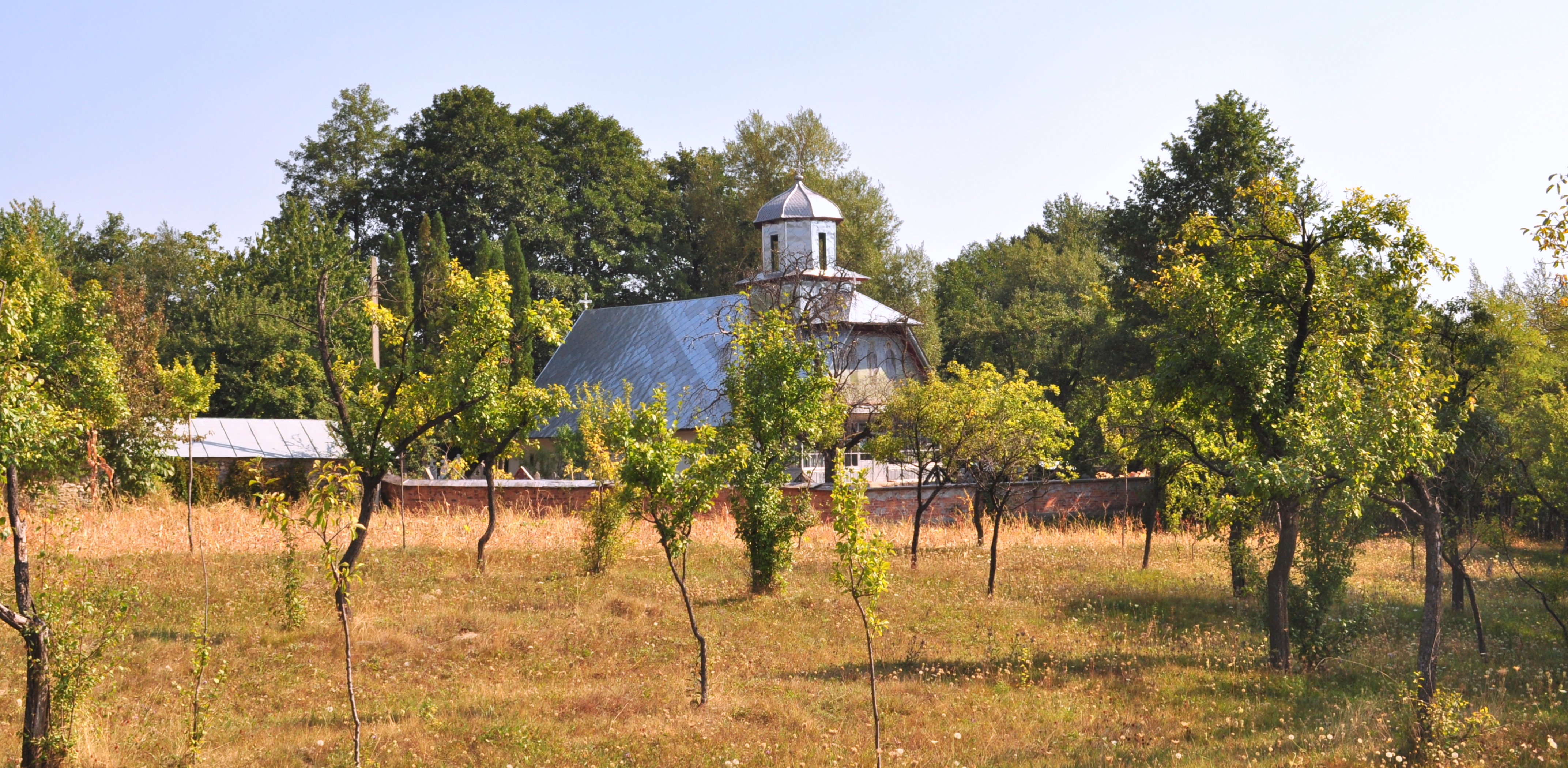
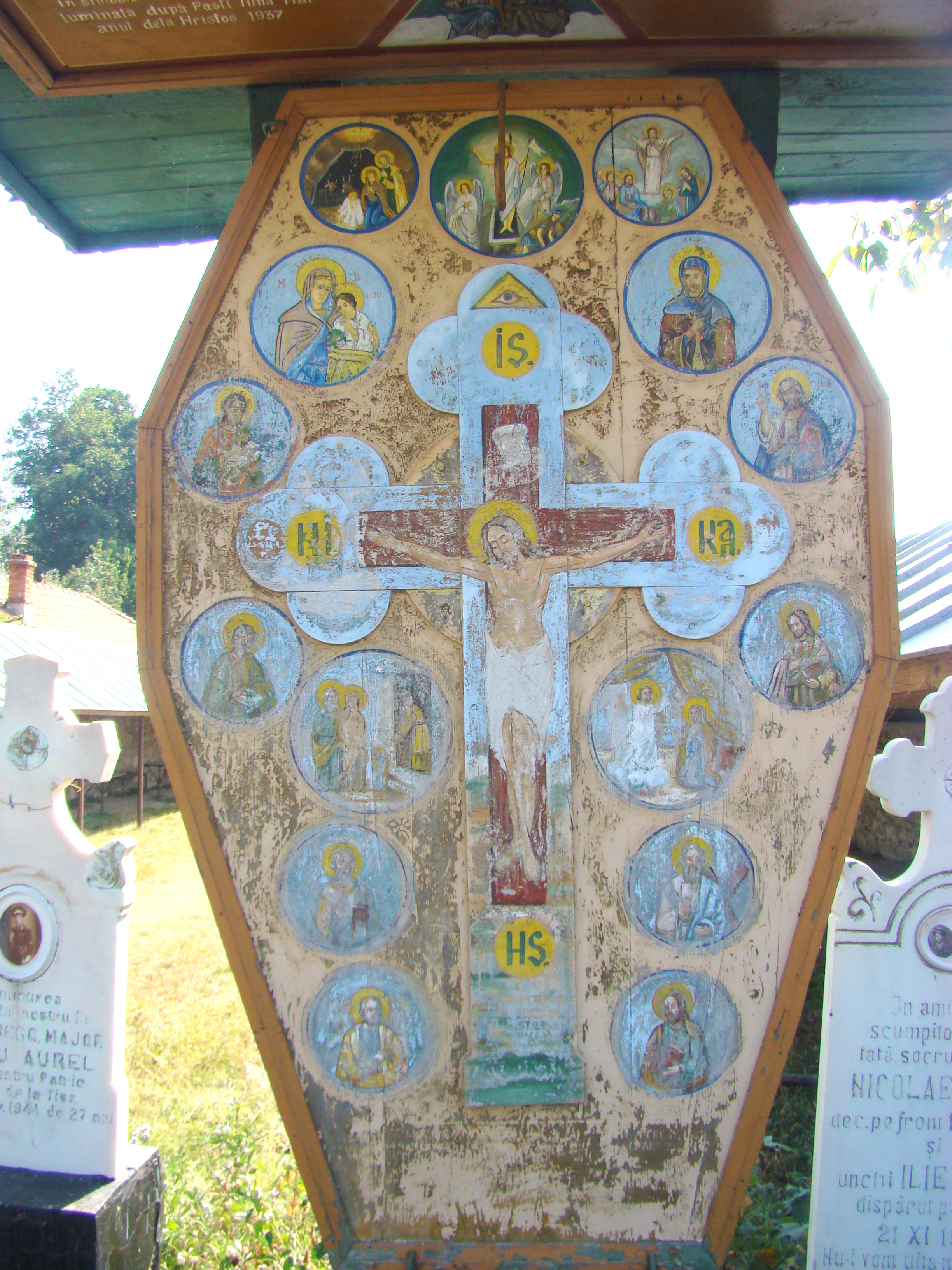
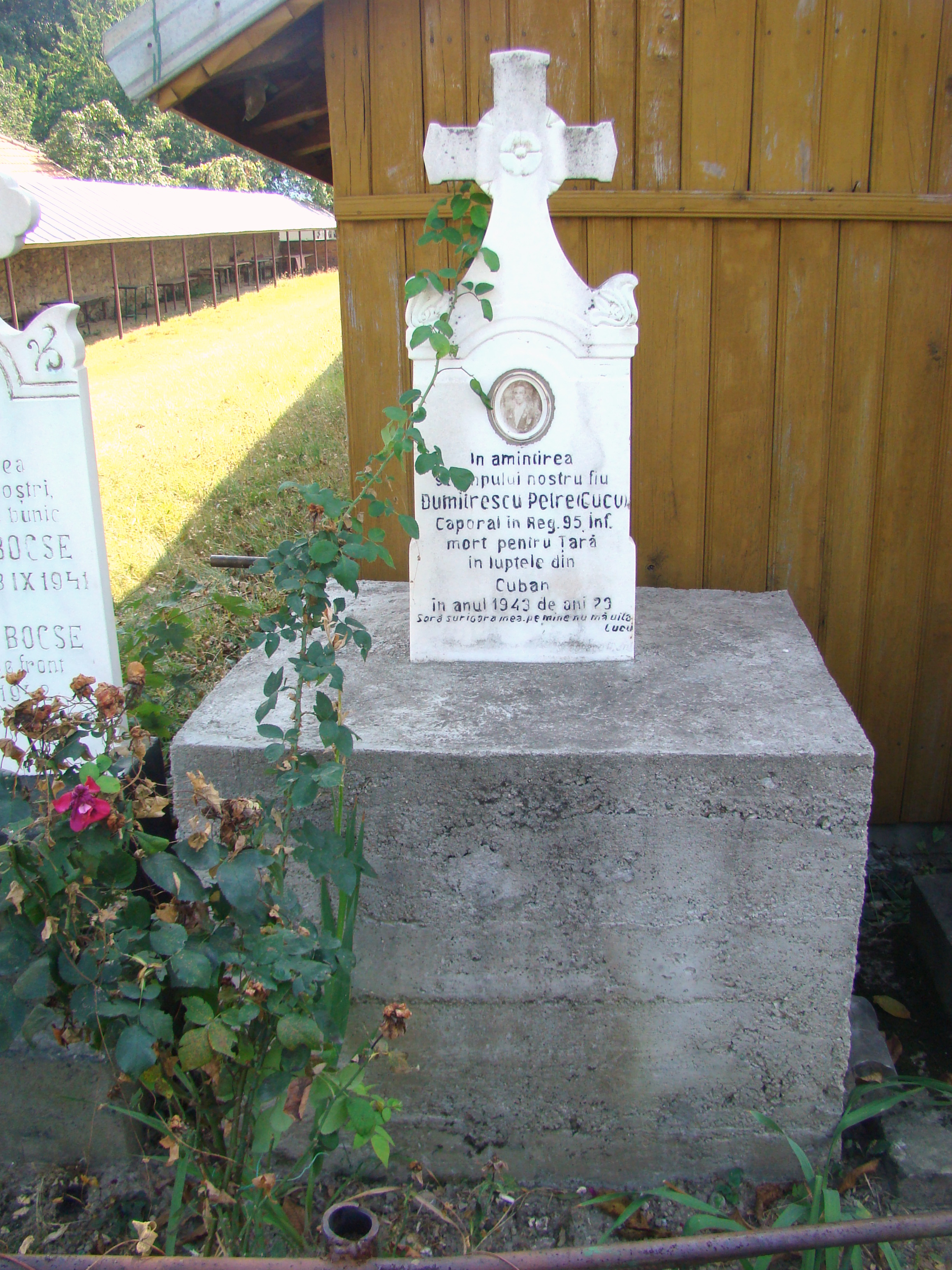
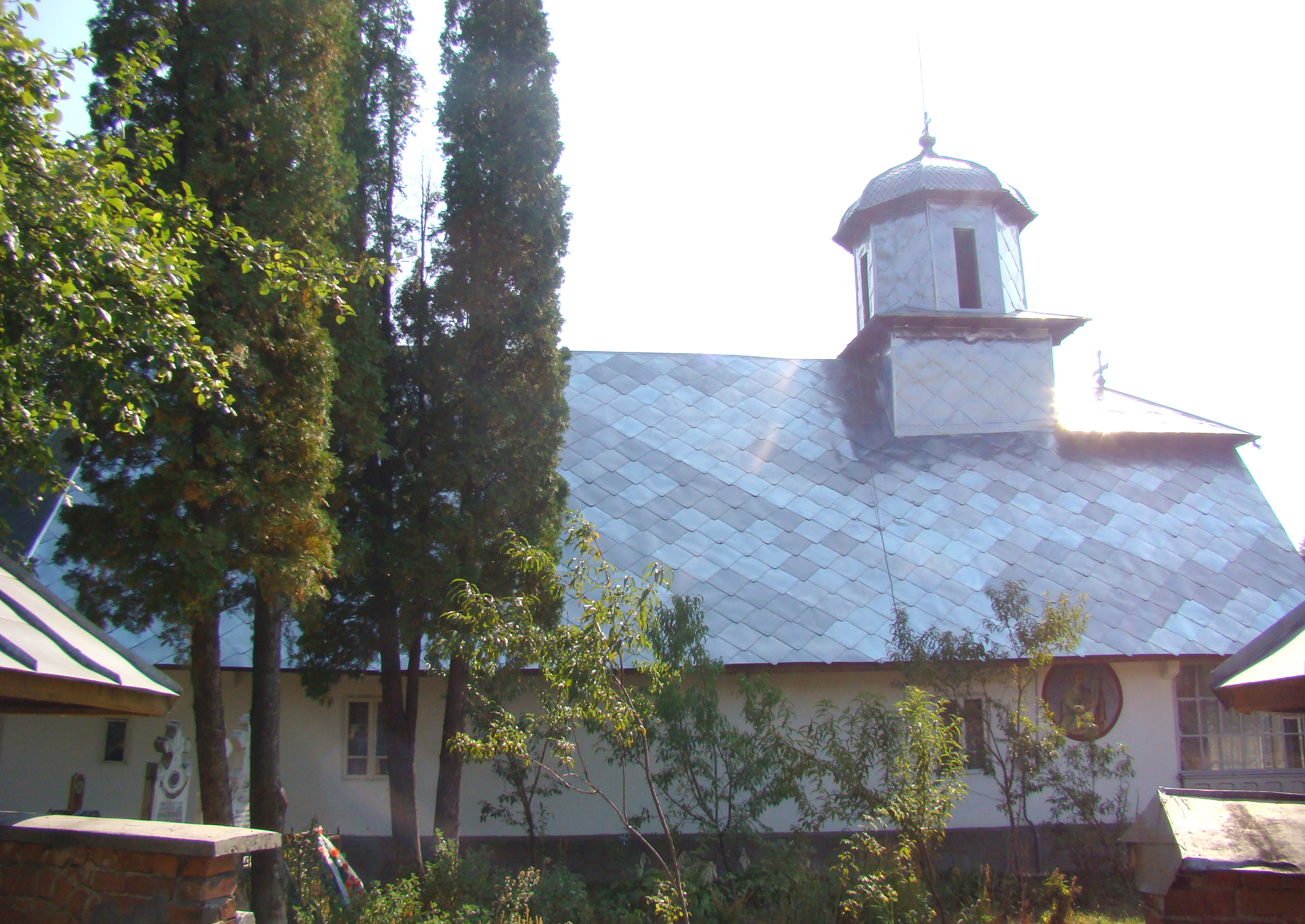
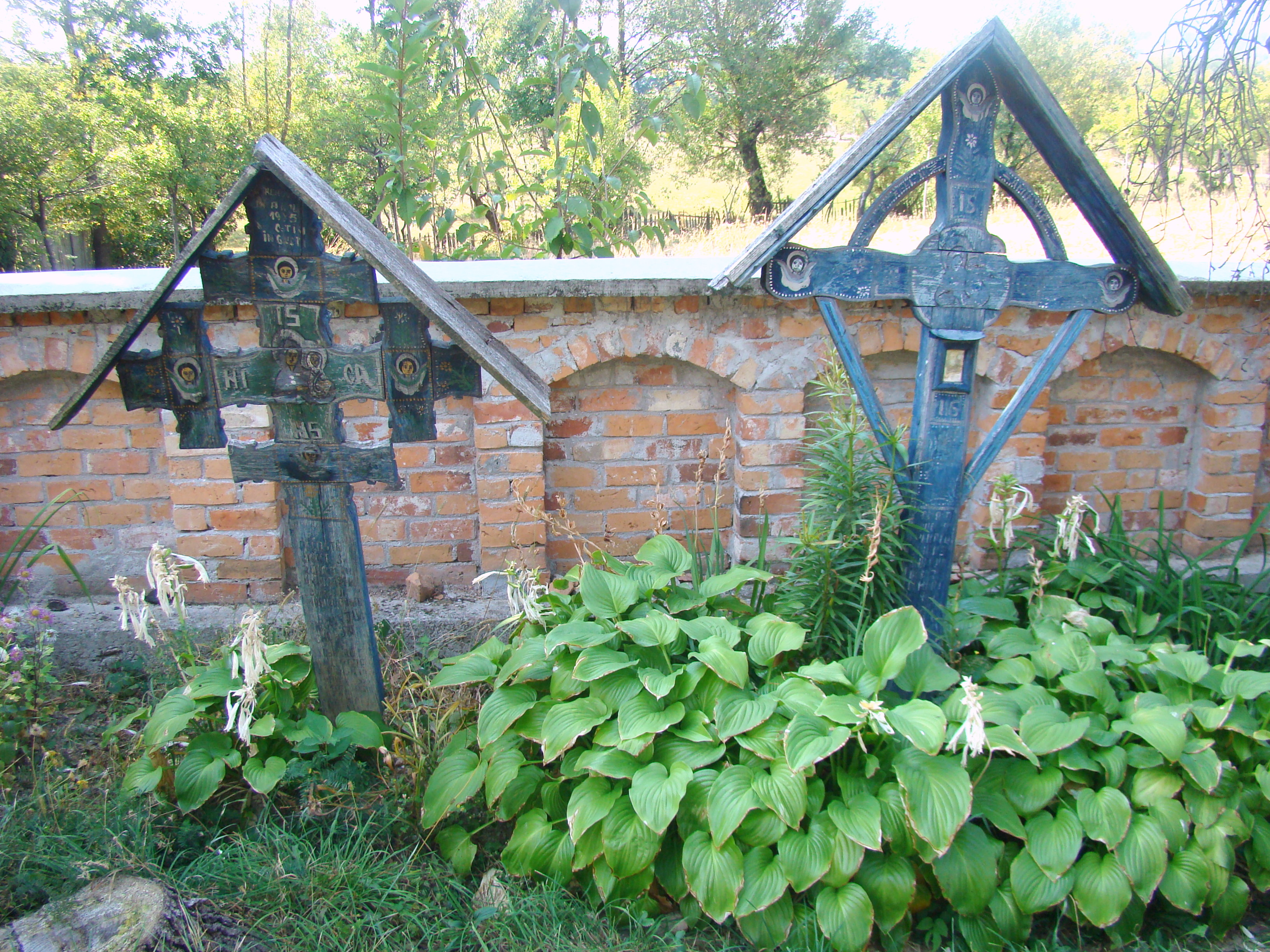
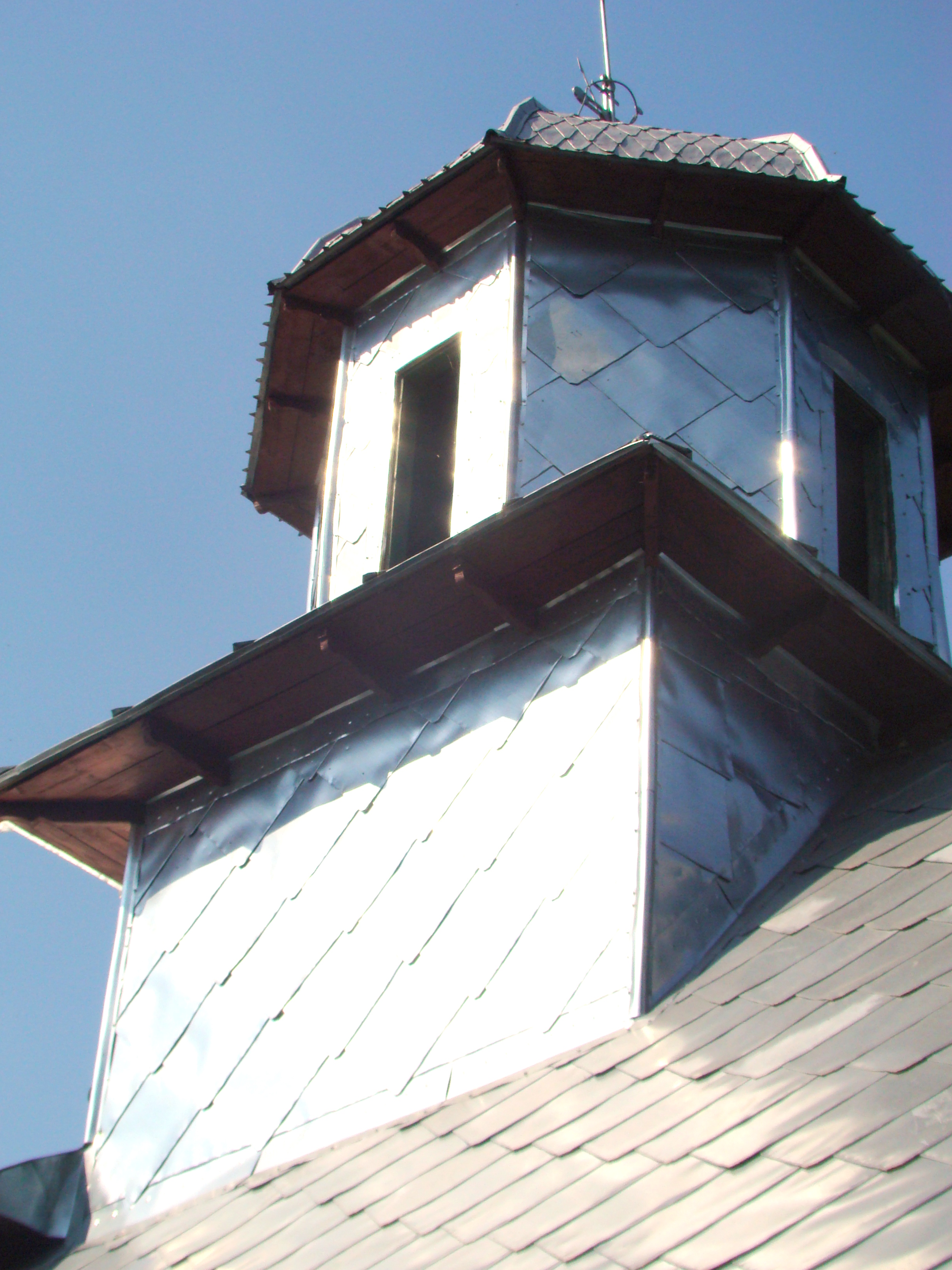
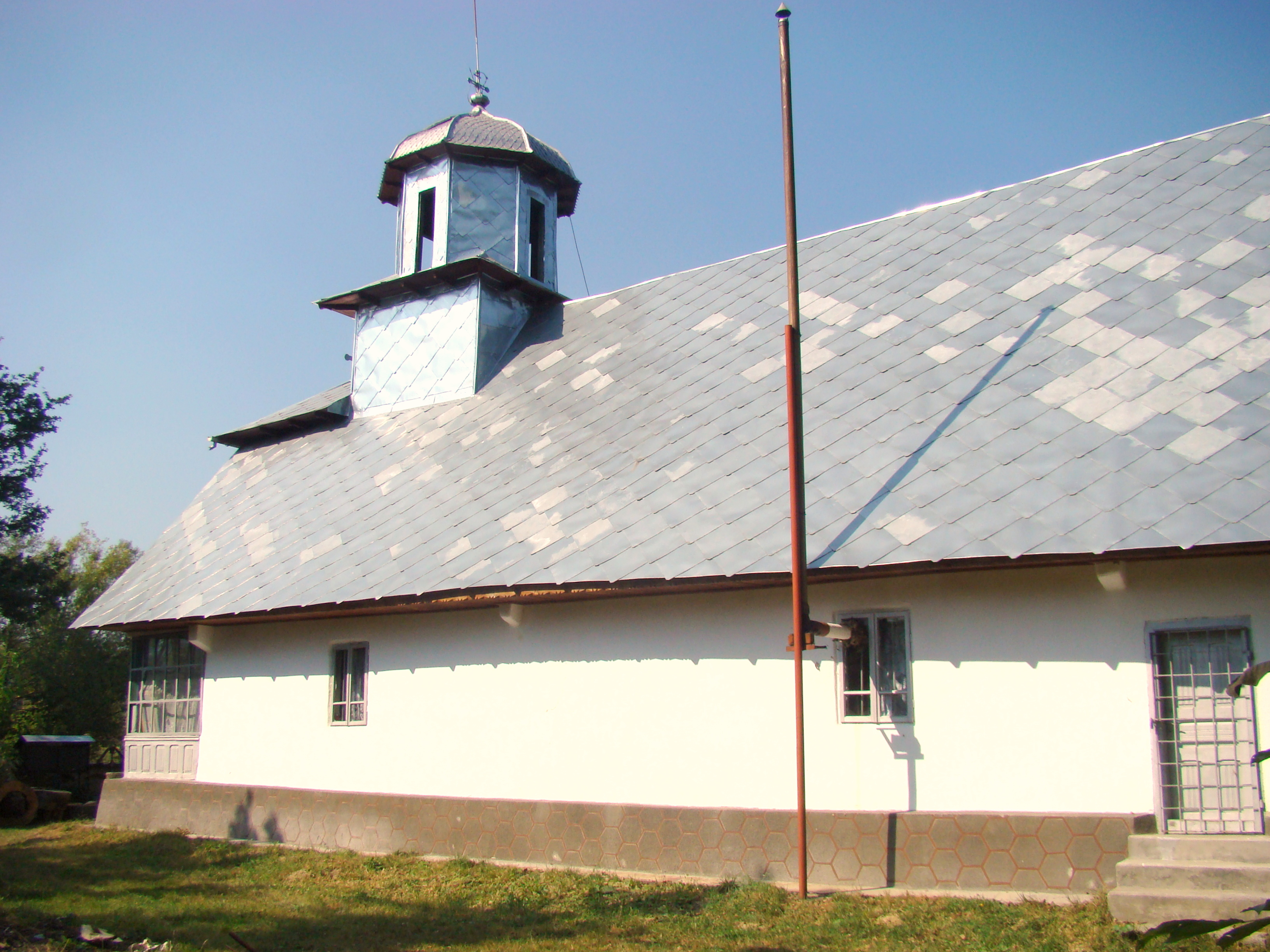
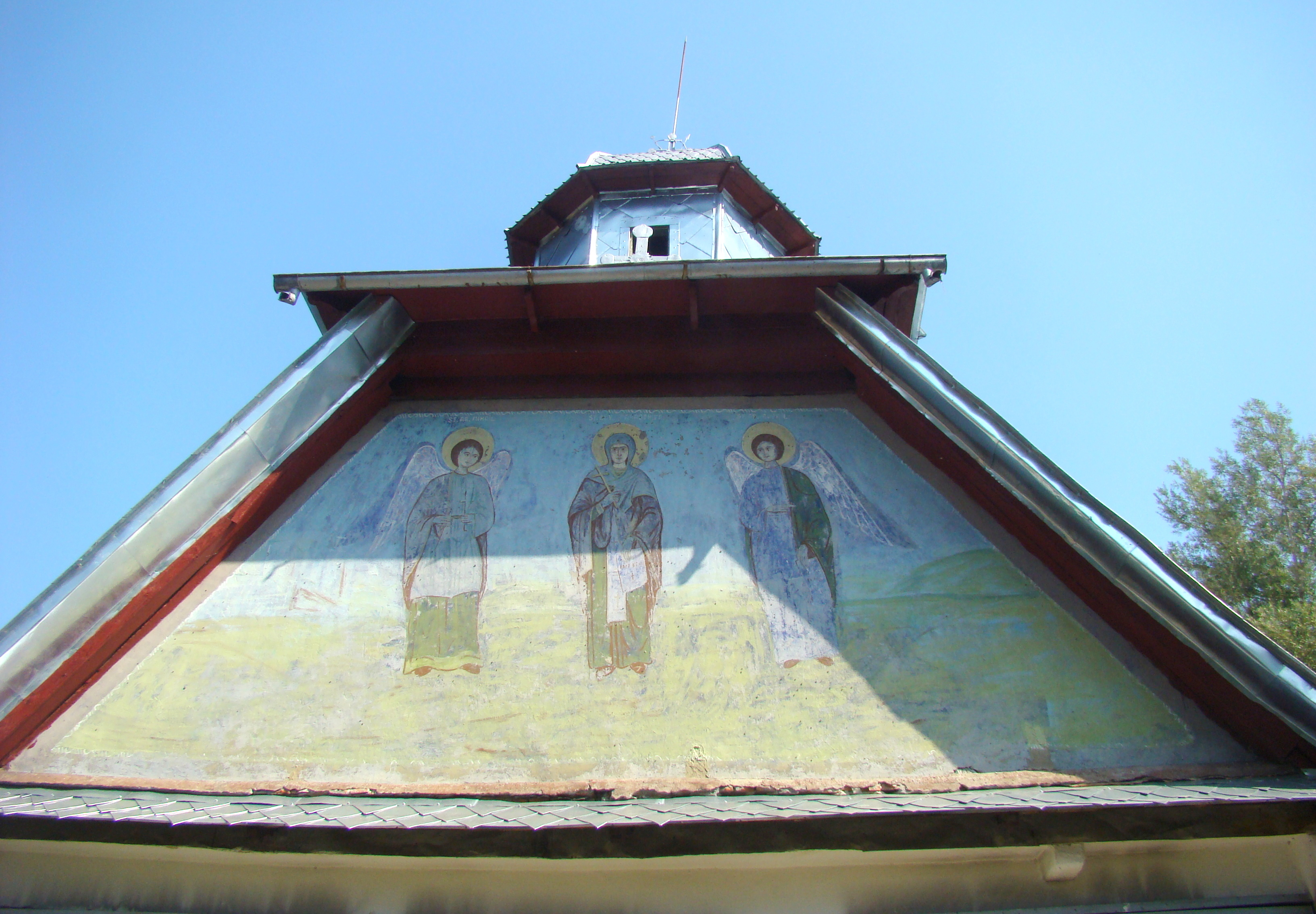
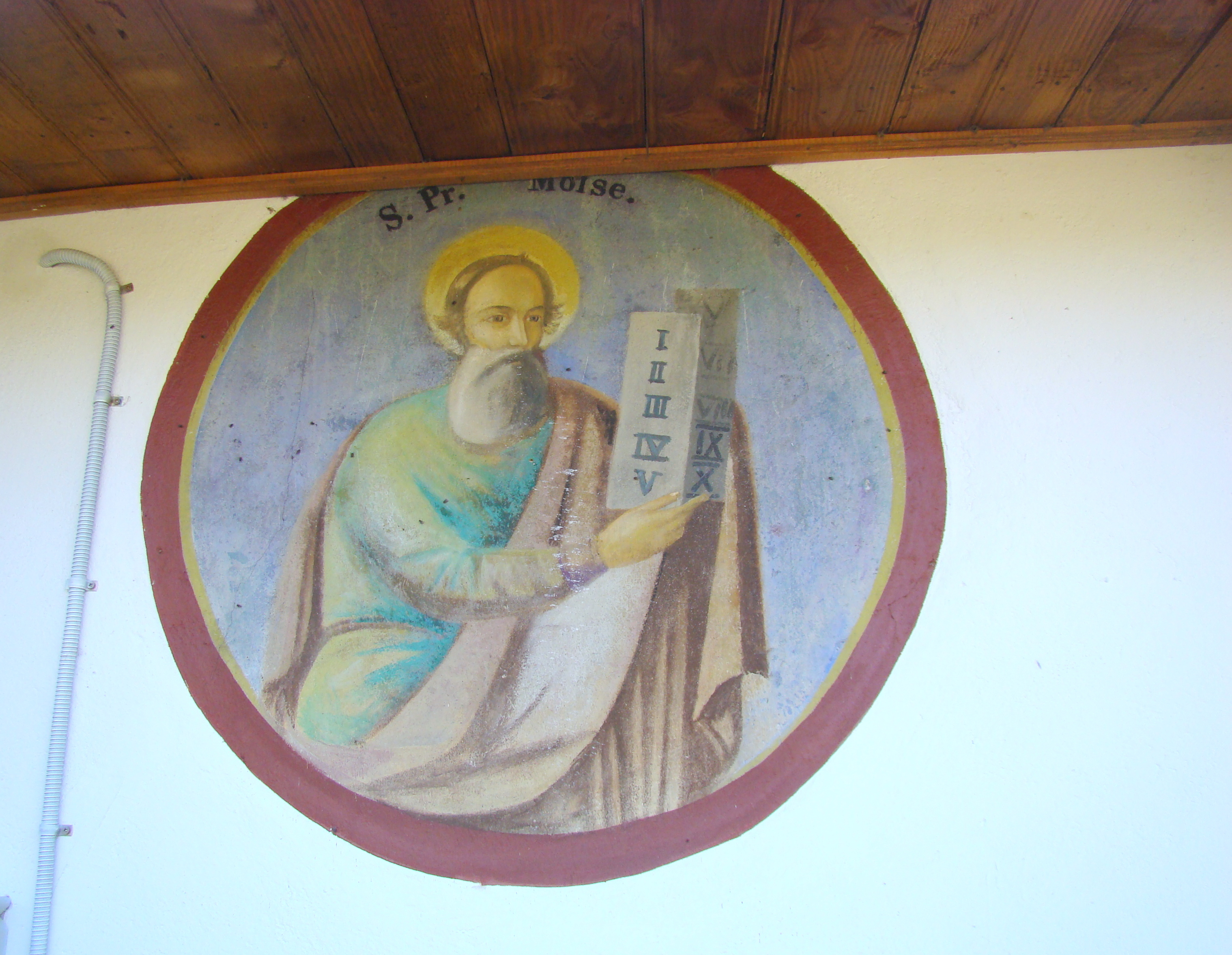
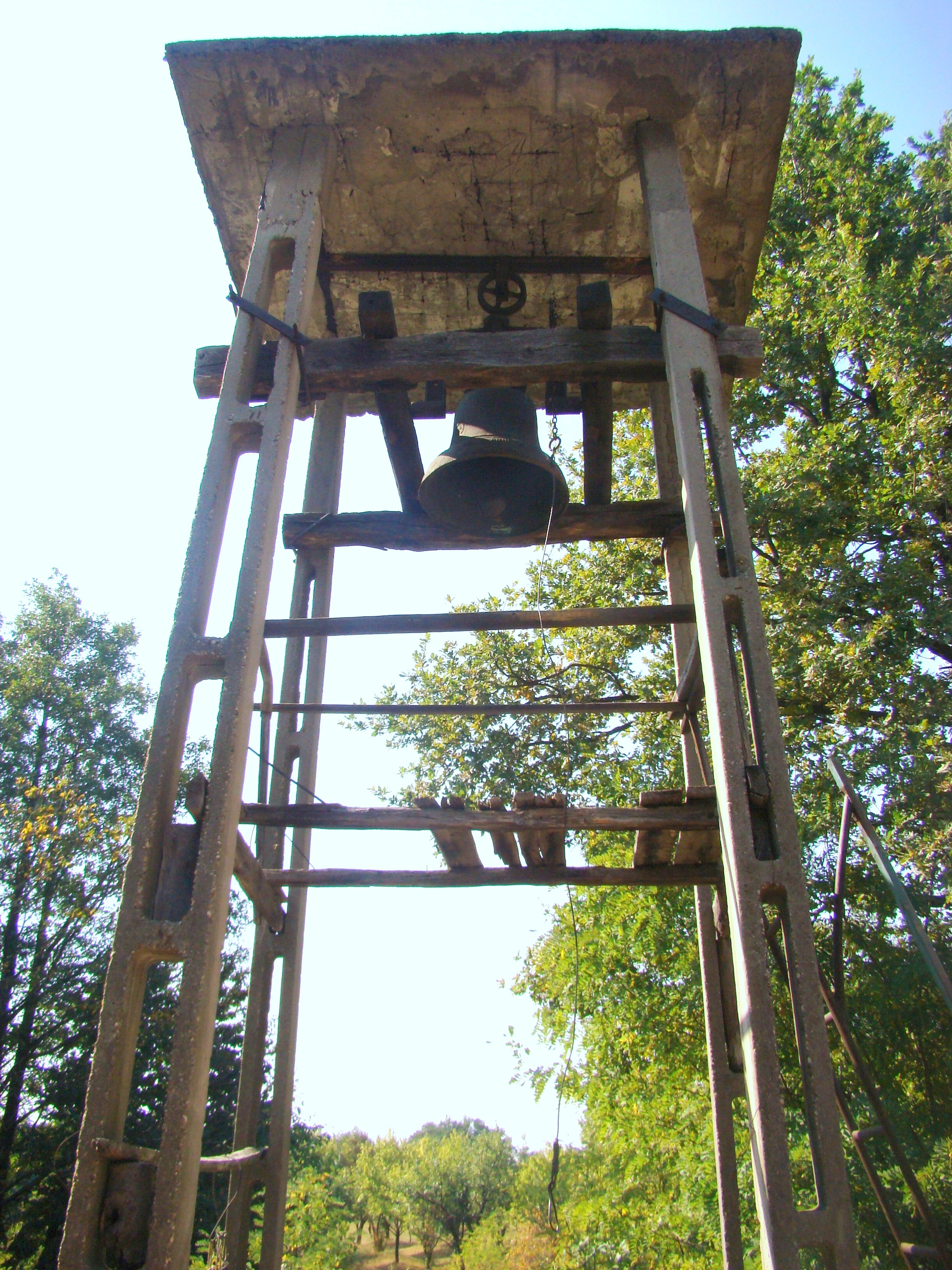
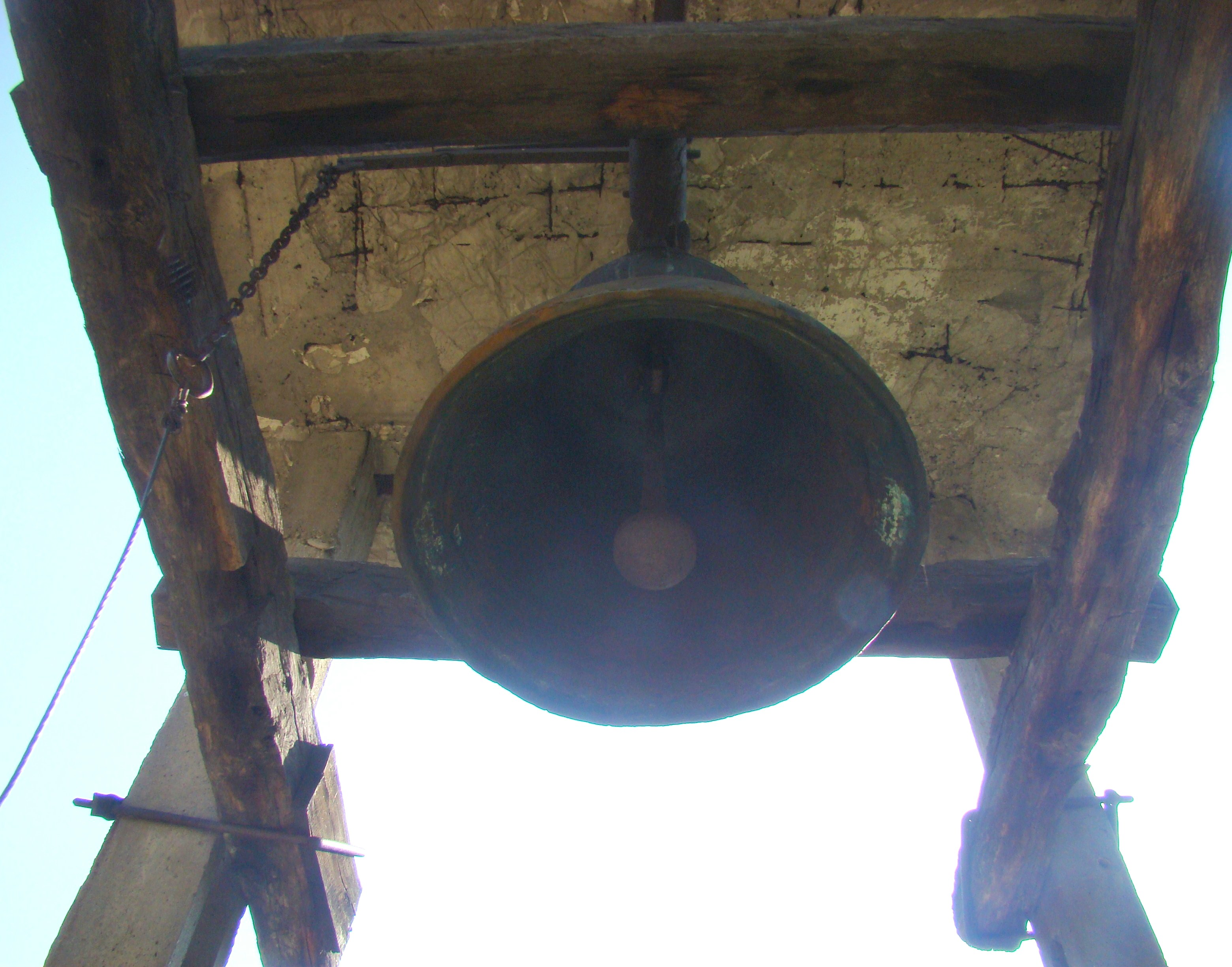
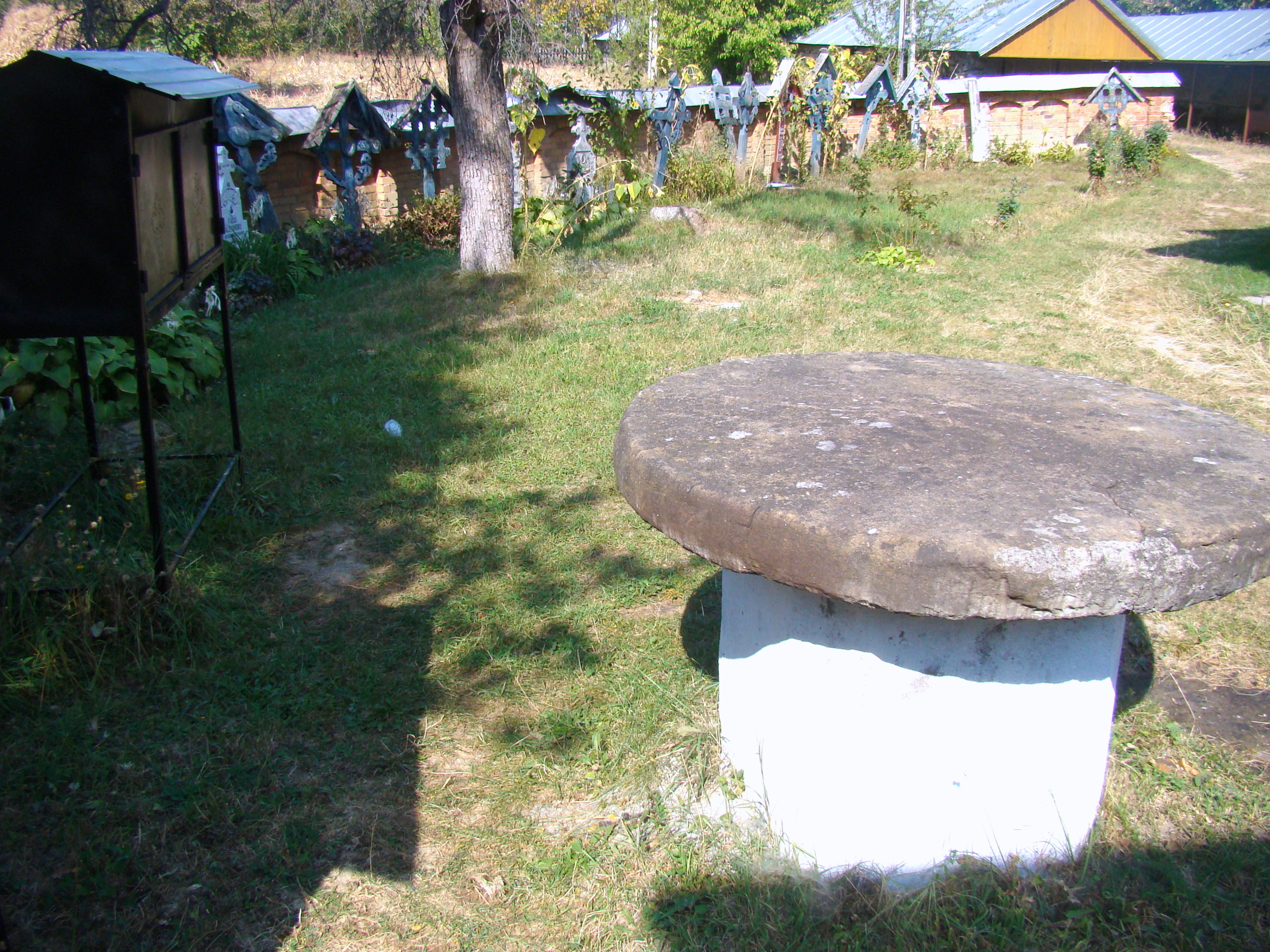
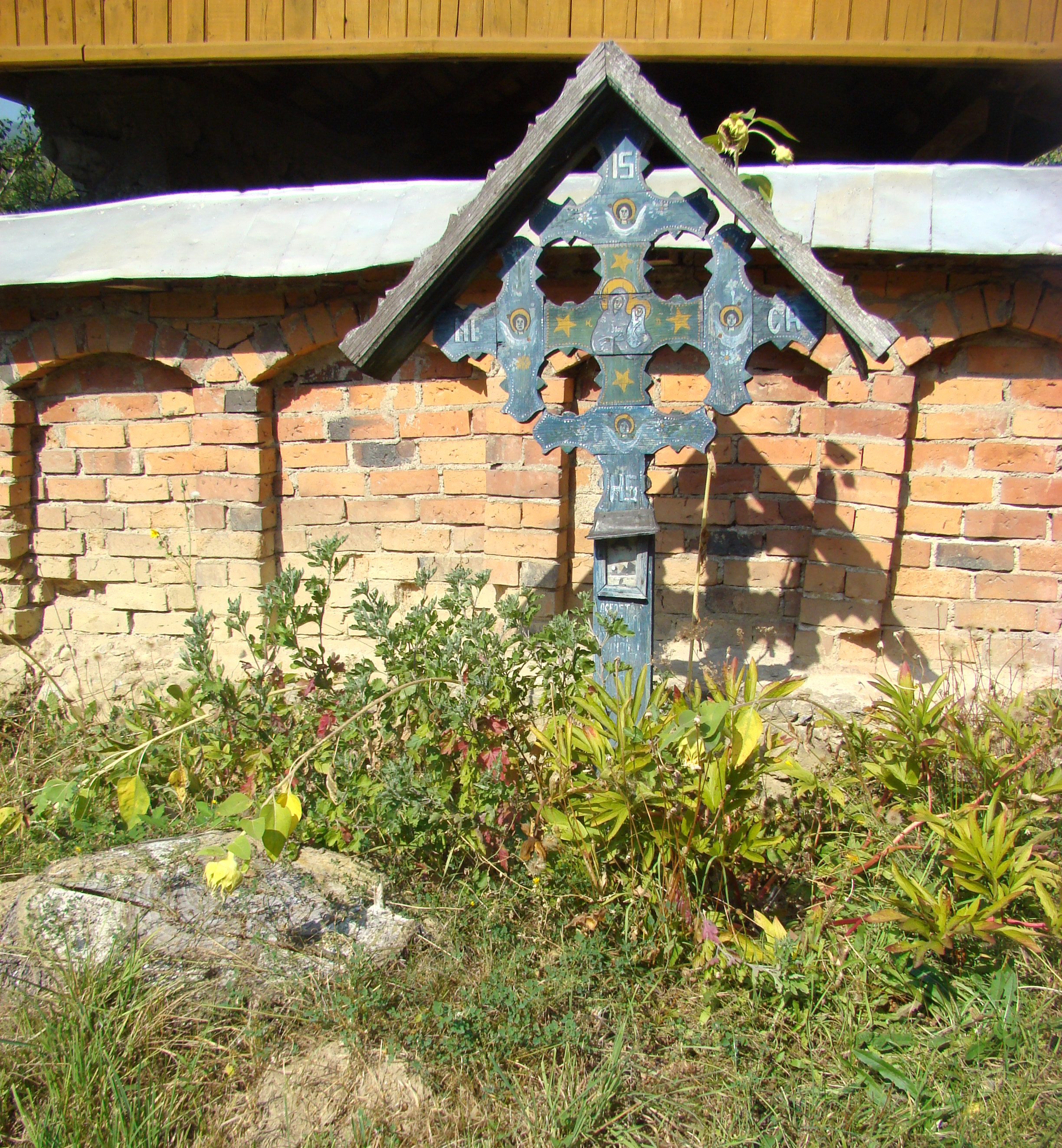
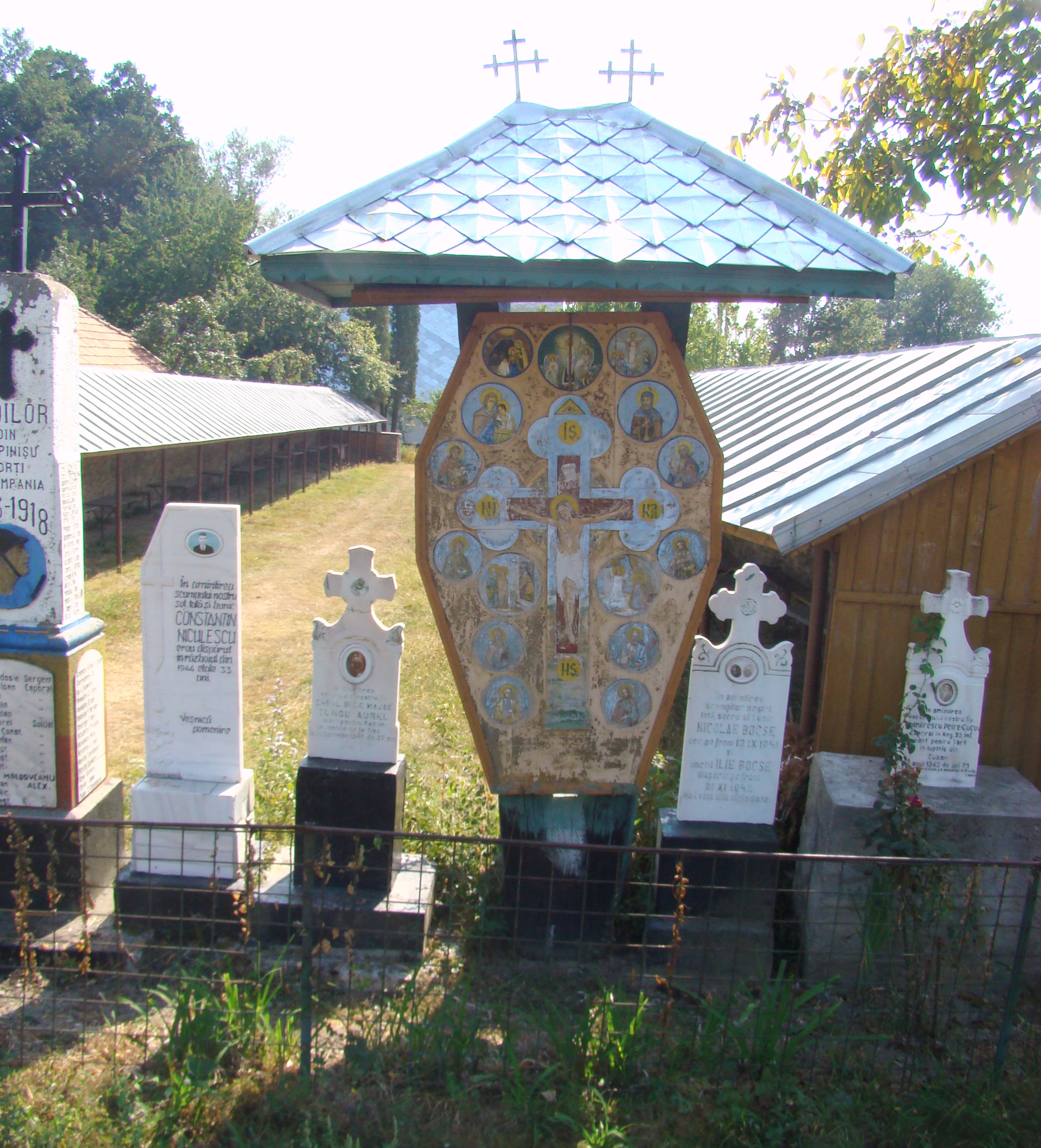
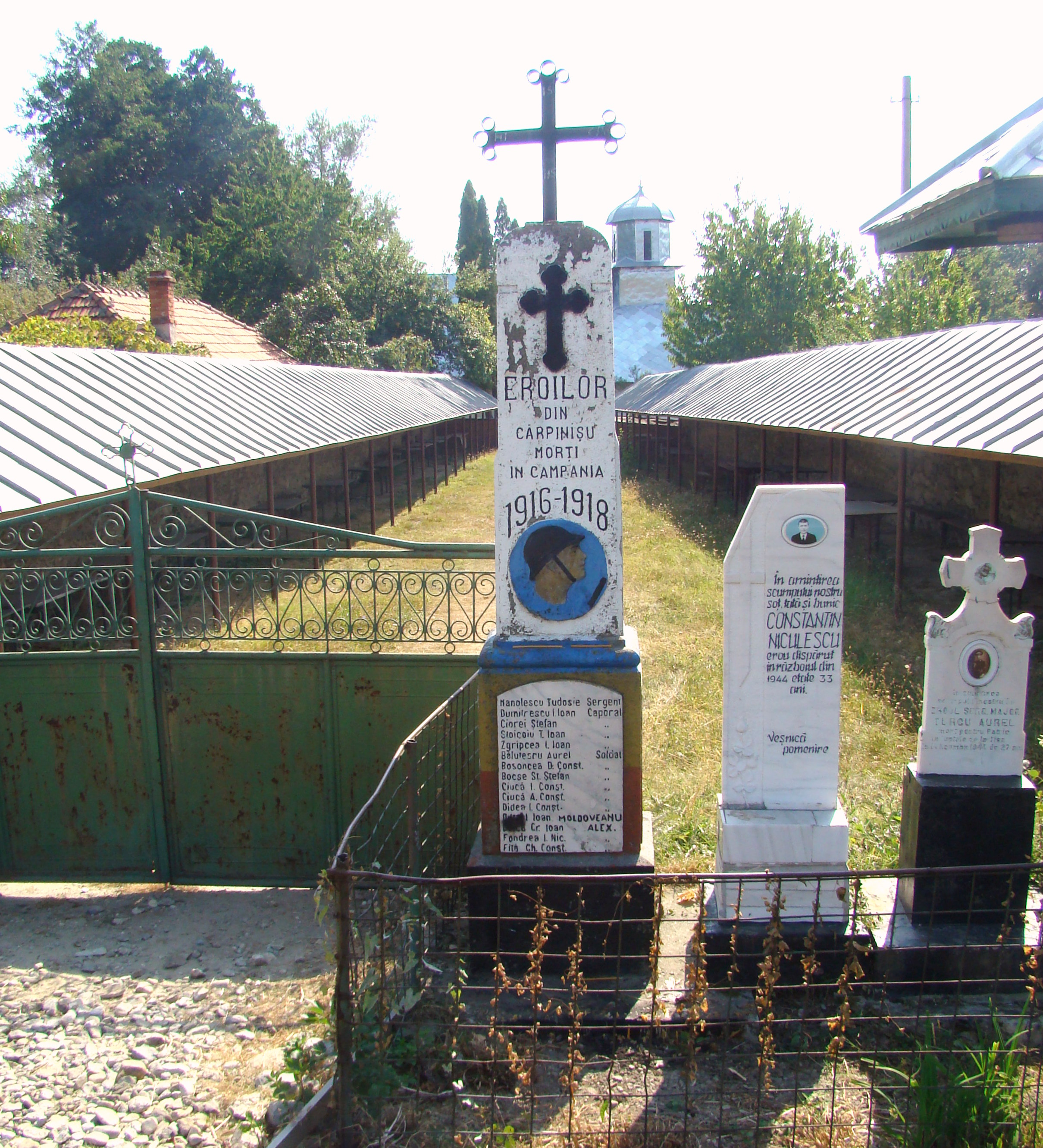